# Dominic Dale
Dominic Dale (ur. 29 grudnia 1971 w Coventry) – snookerzysta walijski. Plasuje się na 36. miejscu pod względem zdobytych setek w profesjonalnych turniejach, w sierpniu 2025 miał ich łącznie 248.

## Kariera zawodowa
Od 1992 snookerzysta zawodowy. 
W sezonie 1999/2000 sklasyfikowany jako nr 19 na świecie. Wygrał w karierze dwa turnieje rankingowe – Grand Prix w Bournemouth w 1997 oraz Shanghai Masters w 2007. Zwycięstwo w Grand Prix było wielką sensacją – notowany wówczas na 54. miejscu na świecie, pokonał w drodze do tytułu m.in. Steve Davisa i Jimmy'ego White'a, a w finale Johna Higginsa 9:6.
W 2000 był ćwierćfinalistą mistrzostw świata, pokonał m.in. Ebdona i Graya, przegrał ze Swailem. W 2004 grał w półfinale Welsh Open. W 1999 był członkiem zwycięskiej ekipy walijskiej w Pucharze Narodów, rok później Walijczycy ulegli w finale Anglii.
12 sierpnia 2007 po raz drugi w swojej karierze dotarł do finału turnieju rankingowego – Shanghai Masters, w którym pokonał Ryana Daya 10:6. W trakcie tego meczu przegrywał już 2:6, jednak wygrał kolejne osiem frame'ów. Dodatkowo – w dziesiątej partii tego meczu – uzyskał najwyższy break turnieju (143 punkty).
Do końca sezonu 2010/2011, na swoim koncie zapisał 108 breaków stupunktowych.

## Statystyka zwycięstw

### Turnieje rankingowe
- Grand Prix – 1997
- Shanghai Masters – 2007
- Players Tour Championship 2010/2011 – Turniej 6

### Turnieje nierankingowe
- Puchar Narodów z drużyną Walii - 1999